# 21050 Бек
21050 Бек (21050 Beck) — астероїд головного поясу, відкритий 10 жовтня 1990 року.
Тіссеранів параметр щодо Юпітера — 3,284.